# Erencyrtus contrarius
Erencyrtus contrarius är en stekelart som beskrevs av Prinsloo och Mynhardt 1982. Erencyrtus contrarius ingår i släktet Erencyrtus och familjen sköldlussteklar. Inga underarter finns listade i Catalogue of Life.